# Даревский, Сергей Григорьевич
Сергей Григорьевич Даревский (23 мая 1920, Москва — 2001, там же) — советский авиационный инженер, разработчик оборудования и участник подготовки первого пилотируемого полёта в космос, лауреат Ленинской премии (1966).

## Биография
Родился 23 мая 1920 года в Москве.
В 1943 году окончил Московский авиационный институт. С 1955 года работал в филиале Лётно-исследовательского института (ЛИИ). Разработанная под руководством Даревского «стандартная кабина», предлагаемая им к использованию в авиации, привлекла внимание Сергея Павловича Королёва.
Генеральный конструктор ОКБ-1 С. П. Королёв поручил Даревскому разработку систем управления и систем отображения информации (СОИ) для пульта пилота-космонавта.
Под руководством Даревского коллективом лаборатории № 47 Филиала ЛИИ разработаны технические системы управления и отображения информации, а также тренажёр космического корабля Восток-3А. За успешное выполнение специального задания Правительства по созданию образцов ракетной техники, космического корабля-спутника «Восток» и осуществление первого в мире полета этого корабля с человеком на борту награждён орденом Ленина. За заслуги в подготовке первого полета человека в космос удостоен Ленинской премии в 1966 году.
В последующие годы в рамках лаборатории были разработаны СОИ и тренажёры для подготовки космонавтов по программам «Восток», «Союз», «Союз-Апполон», лунным программам, «Алмаз», СОИ для орбитальной станции «Салют» и др..
При непосредственном участии Сергея Григорьевича в стране получило свое развитие новое научное направление — прикладная эргономика. В 1967 году Даревский возглавил Специализированное ОКБ ЛИИ, созданное на базе лаборатории № 47.
С 1975 года работал во Всесоюзном научно-исследовательском институте межотраслевой информации.
Сергей Григорьевич Даревский умер в 2001 году, в Москве.

## Награды и премии
- Орден Ленина
- Ленинская премия (1966)